# Park Chil-sung
Park Chil-sung (hangeul: 박칠성; 8 luglio 1982) è un marciatore sudcoreano.
In carriera vanta una medaglia di bronzo nella marcia 20 km ai campionati asiatici di Guangzhou 2009 e un argento nella 50 km ai Giochi asiatici di Incheon 2014.
È detentore del record nazionale nella marcia 50 km, con un tempo di 3h45'55", stabilito ai Giochi olimpici di Londra 2012.

## Biografia
Il 12 novembre 2009 prende parte alla marcia 20 km dei campionati asiatici di Guangzhou, piazzandosi terzo a 1h24'51" alle spalle dei cinesi Li Jianbo (1h22'55") e Zhu Yafei (1h22'55").
Ai mondiali casalinghi di Taegu 2011 tenta un'impresa, partecipando sia alla marcia 20 km che alla 50. Il 27 agosto, nella distanza più corta, è costretto ad abbandonare la prova accusando dolori allo stomaco. Il 3 settembre seguente, dopo sei giorni di riposo, riesce nell'impresa di realizzare il nuovo primato sudcoreano in 3h47'13", piazzandosi sesto nella 50 km.
L'agosto dell'anno successivo vola nel Regno Unito in occasione dei Giochi olimpici di Londra 2012, la sua terza rassegna a cinque cerchi. Anche qui il sudcoreano cerca di ottenere risultati utili in entrambe le gare di marcia maschili. Costretto a dare forfait dopo circa un'ora di gara alla 20 km del 4 agosto, Park si consola con un decimo posto alla 50 km della settimana seguente, migliorando tra l'altro il suo primato nazionale con un tempo di 3h45'55".
A partire dalla stagione 2013 si focalizza principalmente sulla 50 km.
Il 13 agosto 2017 prende parte alla marcia 50 km maschile dei mondiali di Londra 2017, piazzandosi ventinovesimo con un miglior stagionale da 3h59'46".

## Progressione

### Marcia 10000 metri
| Stagione | Tempo    | Luogo   | Data      | Rank. Mond. |
| -------- | -------- | ------- | --------- | ----------- |
| 2009     | 39'38"81 | Goseong | 1-7-2009  |             |
| 2007     | 39'25"58 | Andong  | 22-5-2007 |             |
| 2005     | 41'07"28 | Mokpo   | 6-4-2005  |             |

### Marcia 10 km
| Stagione | Tempo  | Luogo    | Data      | Rank. Mond. |
| -------- | ------ | -------- | --------- | ----------- |
| 2012     | 40'37" | Londra   | 4-8-2012  |             |
| 2011     | 40'40" | Nomi     | 13-3-2011 |             |
| 2010     | 38'42" | Pechino  | 18-9-2010 |             |
| 2009     | 40'32" | Nomi     | 15-3-2009 |             |
| 2008     | 40'57" | Kōbe     | 27-1-2008 |             |
| 2005     | 39'48" | Gyeonggi | 11-6-2005 |             |

### Marcia 20 km
| Stagione | Tempo    | Luogo   | Data       | Rank. Mond. |
| -------- | -------- | ------- | ---------- | ----------- |
| 2016     | 1h28'32" | Roma    | 7-5-2016   |             |
| 2015     | 1h23'38" | Nomi    | 15-3-2015  |             |
| 2014     | 1h22'16" | Nomi    | 16-3-2014  |             |
| 2012     | 1h26'26" | Daejeon | 9-6-2012   |             |
| 2011     | 1h22'28" | Nomi    | 13-3-2011  |             |
| 2010     | 1h24'14" | Jinju   | 10-10-2010 |             |
| 2009     | 1h20'45" | Nomi    | 15-3-2009  |             |
| 2008     | 1h20'17" | Yeosu   | 13-10-2008 |             |
| 2007     | 1h20'20" | Goyang  | 1-5-2007   |             |
| 2006     | 1h22'14" | Dudince | 25-3-2006  |             |
| 2005     | 1h22'23" | Goyang  | 13-11-2005 |             |
| 2004     | 1h25'50" | Chungju | 10-10-2004 |             |
| 2003     | 1h22'38" | Daejeon | 5-6-2003   |             |

### Marcia 50 km
| Stagione | Tempo    | Luogo   | Data      | Rank. Mond. |
| -------- | -------- | ------- | --------- | ----------- |
| 2017     | 3h59'46" | Londra  | 13-8-2017 |             |
| 2016     | 3h52'26" | Dudince | 19-3-2016 |             |
| 2015     | 3h56'42" | Pechino | 29-8-2015 |             |
| 2014     | 3h49'15" | Incheon | 1-10-2014 |             |
| 2013     | 3h54'13" | Wajima  | 21-4-2013 |             |
| 2012     | 3h45'55" | Londra  | 11-8-2012 |             |
| 2011     | 3h47'13" | Taegu   | 3-9-2011  |             |
| 2009     | 3h56'45" | Wajima  | 12-4-2009 |             |

## Palmarès
| Anno | Manifestazione  | Sede           | Evento       | Risultato | Prestazione | Note                                     |
| ---- | --------------- | -------------- | ------------ | --------- | ----------- | ---------------------------------------- |
| 2003 | Universiade     | Taegu          | Marcia 20 km | 5º        | 1h24'45"    |                                          |
| 2004 | Giochi olimpici | Atene          | Marcia 20 km | 41º       | 1h32'41"    |                                          |
| 2005 | Universiade     | Smirne         | Marcia 20 km | 6º        | 1h27'24"    |                                          |
| 2007 | Mondiali        | Osaka          | Marcia 20 km | 15º       | 1h26'08"    |                                          |
| 2007 | Universiade     | Bangkok        | Marcia 20 km | Argento   | 1h24'42"    |                                          |
| 2008 | Giochi olimpici | Pechino        | Marcia 20 km | 33º       | 1h25'07"    |                                          |
| 2009 | Universiade     | Belgrado       | Marcia 20 km | 10º       | 1h24'16"    |                                          |
| 2009 | Mondiali        | Berlino        | Marcia 20 km | 24º       | 1h24'01"    |                                          |
| 2009 | Asiatici        | Guangzhou      | Marcia 20 km | Bronzo    | 1h24'51"    |                                          |
| 2010 | Giochi asiatici | Guangzhou      | Marcia 20 km | dq        | dq          |                                          |
| 2011 | Mondiali        | Taegu          | Marcia 20 km | dnf       | dnf         |                                          |
| 2011 | Mondiali        | Taegu          | Marcia 50 km | 6º        | 3h47'13"    | Record nazionale                         |
| 2012 | Giochi olimpici | Londra         | Marcia 20 km | dnf       | dnf         |                                          |
| 2012 | Giochi olimpici | Londra         | Marcia 50 km | 10º       | 3h45'55"    | Record nazionale                         |
| 2014 | Giochi asiatici | Incheon        | Marcia 50 km | Argento   | 3h49'15"    | Miglior prestazione personale stagionale |
| 2015 | Mondiali        | Pechino        | Marcia 50 km | 23º       | 3h56'42"    | Miglior prestazione personale stagionale |
| 2016 | Giochi olimpici | Rio de Janeiro | Marcia 50 km | dq        | dq          |                                          |
| 2017 | Mondiali        | Londra         | Marcia 50 km | 29º       | 3h41'19"    | Miglior prestazione personale stagionale |
| 2018 | Giochi asiatici | Giacarta       | Marcia 50 km | dq        | dq          |                                          |